# Коварна (фрегат)
«Коварна» — вітрильний 52-гарматний фрегат Чорноморського флоту Російської імперії. Названий на згадку про висадку ескадрою адмірала О. С. Грейга російських військ у порту Каварна, який був базою російського флоту в період облоги Варни під час Кримської війни.

## Історія
Закладений у Севастополі 4 березня 1841 року, головний будівник — О. П. Прокоф'єв. Після спуску на воду 11 вересня 1845 року увійшов до складу Чорноморського флоту Російської імперії.
У 1847 і 1848 роках виходив у крейсерство біля кавказького узбережжя. Під час військової кампанії Російської імперії 1848 року на «Коварні» тримав свій прапор командир 1-ї бригади 4-ї флотської дивізії П. С. Нахімов. У липні-серпні 1850 року під прапором начальника штабу Чорноморського флоту контр-адмірала В. О. Корнілова курсував вздовж берегів Чорного моря за маршрутом Севастополь — Ялта — Керч — Бердянськ — Таганрог — Єйськ — Феодосія — Сухум-Кале — Севастополь. У складі ескадр перебував у практичному плаванні в Чорному морі в 1851 і 1852 роках. З 20 травня по 6 липня і з 10 серпня по 12 жовтня 1853 року виходив у крейсерство до протоки Босфор.
Брав участь у Кримській війні. 28 жовтня 1853 року вийшов із Севастополя в Чорне море з депешами на пошук ескадри віце-адмірала П. С. Нахімова. 1 листопада разом із пароходофрегатом «Бессарабія» приєднався до ескадри, доставивши повідомлення про початок військових дій. Адмірал передав на кораблі ескадри: «Війну оголошено, турецький флот вийшов у море, відслужити молебень і привітати команду». 8 листопада під час сильного шторму біля Сінопа зазнав сильних пошкоджень грот-марселя і грот-щогли, через що у складі ескадри з лінійних кораблів «Хоробрий», «Святослав» і пароходофрегата «Бессарабія» був відправлений до Севастополя на ремонт.
З 17 лютого 1854 року увійшов до складу ескадри захисту Севастопольського рейду. 31 березня виходив у море для атаки англійського пароплава, що наблизився до входу на рейд. У вересні 1854 року частина екіпажу фрегата була переведена до складу морського батальйону.
26 серпня 1855 року під час стоянки на рейді біля Північної сторони Севастополя під час бомбардування міста від попадання бомб фрегат загорівся. Пожежу загасити не вдалося, залишки корпусу затонули на глибині близько 5,5 метрів. Після війни під час розчищення Севастопольської бухти корпус корабля було підірвано.

## Командири
- М. Д. Варницький (1847—1849);
- К. А. Леонтьєв (1850);
- О. Ф. Варпаховський (1852);
- М. М. Гувеніус (1853—1855);
- Г. Д. Гедеонов (виконуючий обов'язки, вересень 1854 — січень 1855).